# Ikarus 303
Ikarus 303 — автобус, выпускавшийся с 1959 по 1963 год венгерской фирмой Ikarus.

## История
В середине 1950-х годов у инженеров Ikarus появилась идея заменить Ikarus 31. Эти планы предусматривали создание автобуса Ikarus 33, который, в основном, должен был выпускаться с аналогичным самонесущим кузовом, но не с переднемоторной, а с заднемоторной компоновкой, по аналогии с Ikarus 55.
Но Ikarus 33 не пошёл в серию, и инженеры на основе конструкции первого приступили к разработке Ikarus 303. Автобус был спроектирован такими инженерами, как Ласло Финта, Пал Михельбергер и Карой Ошецки.
Прототипы Ikarus 303 были представлены на разных выставках, где всегда пользовались большим успехом. В 1959—1960 годах автобусы были представлены на выставке Budapesti Nemzetközi Vásár (BNV), а позже — в Лейпциге.
Всего было выпущено 9 автобусов Ikarus 303, каждый из которых отличался лучшим качеством и при этом более дешёвыми производственными затратами.

## Особенности
Ikarus 303 оснащался двигателем JÁFI K-625 V6 мощностью 120 л. с., который располагался сзади под наклоном. Некоторые экземпляры оснащались рядными четырёхцилиндровыми двигателями Csepel D-414 мощностью 95 л. с. Двигатели сочетались в паре с пятиступенчатой механической трансмиссией.